# Стубб, Александр
Кай-Ёран Александр Стубб ( Cai-Göran Alexander Stubb; род. 1 апреля 1968[…], Хельсинки) — финский политический и государственный деятель. Президент Финляндии с 1 марта 2024 года.
Член консервативной партии «Национальная коалиция» и её председатель с 2014 по 2016 год. Начал политическую карьеру как дипломат в 1999 году, в 2004 году избран в Европарламент VI созыва. В течение 2008 года возглавлял ОБСЕ. До избрания президентом занимал должности министра иностранных дел (2008—2011), министра по делам ЕС и внешней торговли (2011—2014), премьер-министра (2014—2015), министра финансов (2015—2016), депутат Эдускунты (2011—2017). и заместителя президента Европейского инвестиционного банка (EIB) (2017—2020). 
В 2023 году Стубб объявил о своём участии в президентских выборах 2024 года. В первом туре он получил 27,21% голосов и вышел во второй тур вместе с бывшим министром иностранных дел Пеккой Хаависто. По результатам второго тура Стубб получил 51,62%, тем самым выиграв выборы. Александр Стубб стал вторым президентом Финляндии финско-шведского происхождения после Карла Густава Маннергейма.

## Биография

### Детство, учёба
Родился 1 апреля 1968 года в Хельсинки в семье хоккейного функционера Йорана Стубба (род. 1935), возглавлявшего Финский хоккейный союз, а с 1983 года — европейский офис центрального скаутского бюро НХЛ, и его жены Кристель (1943—2008), дочери профессора патологической анатомии Кая Сетяля.
Александр Стубб получил двуязычное воспитание (для его отца родным был шведский язык, для матери — финский). Учился в школе в Дейтона-Бич (Флорида, США), окончил её в 1986 году. В 1988 году окончил гимназию Larkan в Хельсинки и сдал единый государственный экзамен. После этого прошёл службу в финляндских вооружённых силах.
В 1989 году за успехи в гольфе Стубб получил спортивную стипендию для поступления в Фурманский университет в Южной Каролине. Сначала он избрал предпринимательскую специальность, но затем перешёл на факультет политологии и окончил его с отличием и степенью бакалавра в 1993 году.
В 1994 году Стубб защитил диплом по истории цивилизации на французском языке в парижской Сорбонне, а год спустя получил степень магистра по вопросам европейских внутренних дел в Европейском колледже в Брюгге. В свободное от учёбы время Стубб подрабатывал хоккейным тренером, продавцом в магазине снаряжения для гольфа, стажёром на фабрике по производству бумаги в Германии. Кроме того, он участвовал в международных турнирах по гольфу.
В 1999 году Стубб получил степень доктора философии (Ph.D.) в Лондонской школе экономики.
Свободно говорит на финском и шведском (родные языки), а также на английском, немецком и французском языках.

### Первые годы работы
В 1995—1997 годах Стубб работал советником в Министерстве иностранных дел Финляндии, в 1997—1998 годах занимался исследованиями в Финской академии наук. С 1999 по 2001 год он был специальным исследователем в представительстве Финляндии в ЕС в Брюсселе, а также членом финской правительственной делегации в межправительственных переговорах по Ниццкому соглашению. В 2000 году Стубб получил звание профессора Европейского колледжа в Брюгге.
С 2001 года Стубб занимал должность советника президента Еврокомиссии Романо Проди и членом специальной комиссии по разработке Европейской конвенции. В 2003 году Стубб вернулся в представительство Финляндии в ЕС в качестве специального эксперта и участника межправительственных переговоров по европейской конституции.

### Политическая и деловая карьера
В 2004 году Стубб баллотировался в Европейский парламент от партии Национальная коалиция и, набрав более ста тысяч голосов избирателей, стал депутатом. В Европарламенте он входил во фракцию Европейской народной партии — Европейских демократов (EPP-ED). Стубб был одним из самых видных и активных членов Европарламента, входил в комитет по бюджетному контролю, был вице-президентом комитета по защите потребителей и внутреннего рынка, участвовал в работе конституционного комитета. Требовал увеличения расходов на переводческую службу Европарламента.

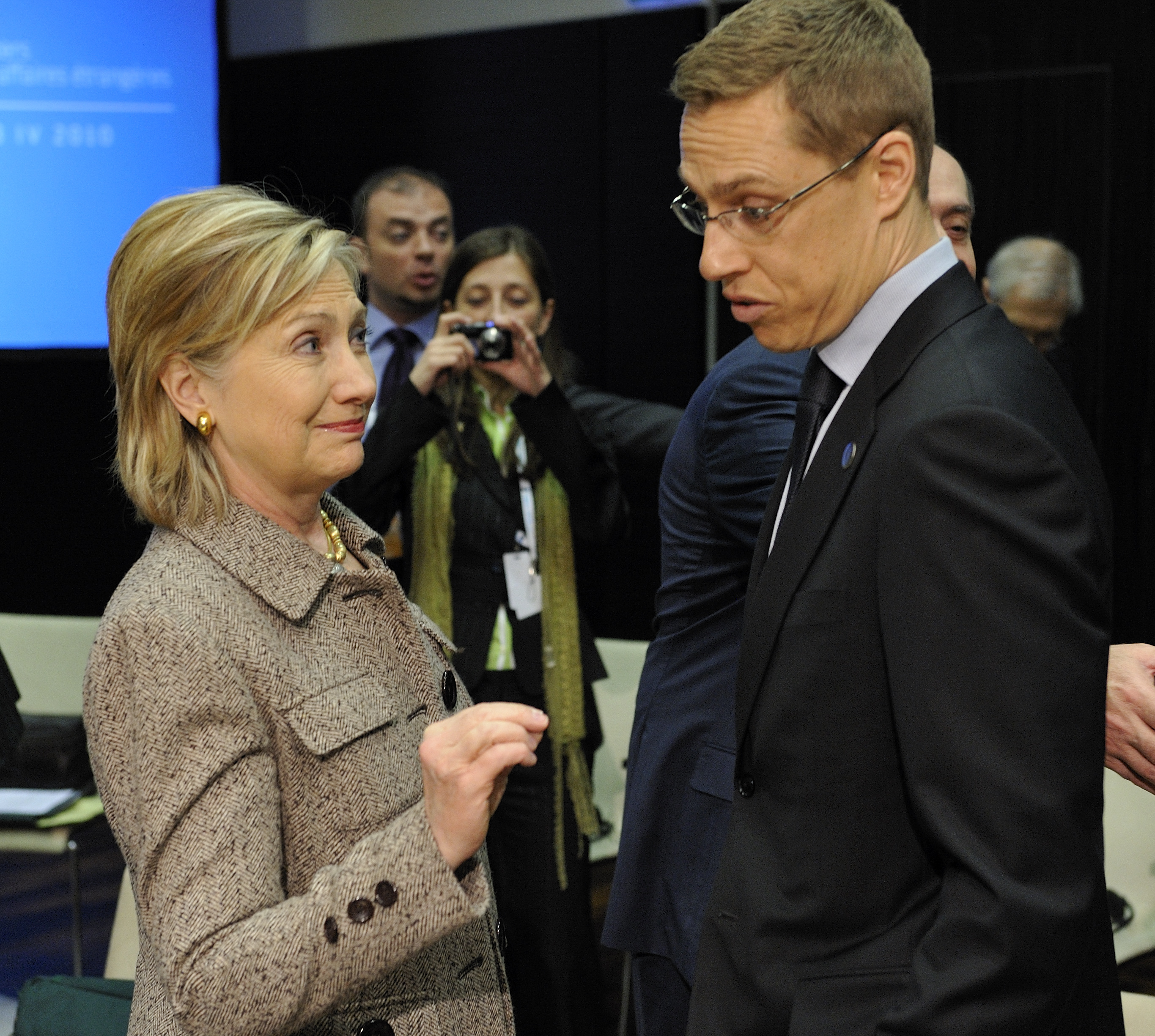
Стубб и госсекретарь США Хиллари Клинтон (2010)

С 2008 года — в правительстве Финляндии. Ещё до истечения срока своего мандата в Европарламенте, 1 апреля 2008 года, Стубб был единогласно назначен министром иностранных дел Финляндии в правительстве, возглавляемом Мари Кивиниеми. Это произошло после того, как под давлением СМИ ушёл в отставку его предшественник Илкка Канерва. Стубб вступил в должность 4 апреля 2008 года, также унаследовав от Канерва сменный пост председателя Организации по безопасности и сотрудничеству в Европе (ОБСЕ), в которой в 2008 году председательствовала Финляндия. На посту министра иностранных дел Стубб был сторонником вхождения Финляндии в НАТО. Во время войны в Грузии в августе 2008 года Стубб вместе с французским коллегой Бернаром Кушнером и президентом Франции Николя Саркози был одним из авторов плана мирного урегулирования.
Стубб осудил признание Россией независимости Южной Осетии и Абхазии (о котором президент РФ Дмитрий Медведев заявил 26 августа 2008 года), назвав это решение противоречащим принципам ОБСЕ. Тем не менее, он выступил резким противником введения санкций против России и 7 сентября того же года объявил о том, что доволен сотрудничеством Москвы с миссией ОБСЕ в Южной Осетии.
В 2011 году Стубб был избран в парламент Финляндии от партии Национальная коалиция. 22 июня 2011 года был назначен Министром по делам ЕС и внешней торговли (в другом переводе — «по европейским делам и внешней торговле») в новом правительстве, сформированном Юрки Катайненом.
В октябре 2013 года заявил о возможности своего участия в выборах в Европейский парламент весной 2014 года.
В апреле 2014 года объявил о своём намерении бороться за пост председателя партии Национальная коалиция и соответственно за кресло премьер-министра в правительстве. В случае своей победы объявил о намерении активизировать работу по присоединению Финляндии к военному блоку НАТО. По опросам общественного мнения, являлся лидером среди трёх кандидатов (37 % опрошенных в возрасте от 30 до 44 лет хотели бы видеть его будущим премьер-министром). 14 июня Стубб был избран новым председателем партии. 16 июня премьер-министр Юрки Катайнен подал заявление об отставке с поста премьер-министра, которое было одобрено президентом Финляндии Саули Ниинистё, после чего Стубб был назначен председателем правительственных переговоров по формированию нового правительства.
После проигрыша Национальной коалиции на парламентских выборах 2015 года Стубб сложил полномочия премьер-министра страны. Новым премьером был избран Юха Сипиля, в кабинете которого занял должность Министра финансов.
11 июня 2016 года на очередном партийном съезде Стубб сложил свои полномочия председателя Коалиционной партии; новым председателем был избран министр внутренних дел Петтери Орпо, он же занял пост министра финансов. Орпо предложил Стуббу занять пост министра внешней торговли и развития, однако Стубб предпочёл покинуть правительство и сосредоточиться на работе в парламенте.
В августе 2017 года Стубб был назначен заместителем генерального директора Европейского инвестиционного банка. В сферу его деятельности на этой должности входят, в частности, банковские операции в области кредитования, а также общее руководство проектами банка в странах Северной Европы.
11 февраля 2024 года избран Президентом Финляндии. Вступил в должность 1 марта 2024 года.

## Другая деятельность
Стубб — автор статей, публиковавшихся с 1997 года в таких изданиях, как Ekonomi och Teknik-magazine, Ilta-Sanomat, Financial Times, Blue Wings, Apu, Suomen Lehtiyhtyma Nykypaiva и Hufvudstadsbladet. Является автором нескольких книг по истории Евросоюза.
На своём официальном сайте вёл персональный блог, в котором рассказывал о своей работе в Европарламенте и Министерстве иностранных дел Финляндии.
Увлекается триатлоном, участник соревнований Ironman, которые включают в себя заплыв на 3,86 км, заезд на велосипеде по шоссе на 180,25 км и марафонский забег на 42,195 км.

### Отношение к ЛГБТ
В 2010 году выступил официальным покровителем гей-прайда в Хельсинки.
В связи с одобрением 28 ноября 2014 года парламентом страны закона о гендерно-нейтральном браке, заявил, что «я всё-таки поддерживаю свободу личности и ни в коем случае не стану осуждать тех, кто видит этот вопрос иначе. Я лично искренне рад тому, что закон о равноправном браке, равноправие и права человека победили.». Стубб также заявил, что не осуждает тех депутатов Коалиционной партии, которые проголосовали против изменения закона, и поздравил члена парламента Яни Тойвола — открытого гомосексуала.

## Семья
Женат на англичанке Сюзанне Иннес-Стубб, работающей юристом в бельгийской компании и специализирующейся на вопросах антимонопольного законодательства и защиты личных сведений. У супружеской пары двое детей: дочь Эмилия, 2001 года рождения, и сын Оливер-Йохан, 2004 года рождения. Живёт с семьёй в Эспоо.